# Бело Поље (Горњи Милановац)
Бело Поље је насеље у Србији у општини Горњи Милановац у Моравичком округу. Према попису из 2022. било је 159 становника.
Овде се налазе Стари надгробни споменици у Белом Пољу (општина Горњи Милановац).

## Историја
Бело Поље је познато по томе што су се у њему налазили летњи двори деспота Стефана Лазаревића. Он је тамо примио посланике Дубровника јуна 1427. године. Након његове смрти, у њима је боравио и деспот Ђурђе Бранковић, а дворе спаљује турски султан Мурат II 1438.
Овде је рођен Радисав Јанићијевић (1917 – 1943), учесник НОБ-а и народни херој Југославије.
Овде је 21. октобра 1938. године рођен др Живадин Стефановић, ректор Универзитета у Крагујевцу од 1988. до 1990 и потпредседник у Влади републике Србије (5. децембар 1989 – 15. јануар 1991).
Село Бело Поље удаљено је 13 км од Горњег Милановца. Налази се на путу за Крагујевац, на падинама Јешевца, на надморској висини 390-600 м и на површини 1.066 ха.
Пред најездом Турака становници села су се иселили, а нови становници су се населили у 18. веку. Они су дошли из Старог Влаха и Црне Горе. У пописима село је 1910. године имало 511 становника, 1921. године 467, а 2002. године тај број је спао на 251.
Село је имало општину, а од 1908. године и основну школу. Село припада црквеној парохији манастира Враћевшница. Сеоска слава је Бели Четвртак.
У ратовима у периоду од 1912. до 1918. године село је дало 68 ратника. Погинуло их је 45 а 23 је преживело.

## Демографија
У насељу Бело Поље живи 217 пунолетних становника, а просечна старост становништва износи 46,7 година (47,6 код мушкараца и 45,9 код жена). У насељу има 76 домаћинстава, а просечан број чланова по домаћинству је 3,37.
Ово насеље је великим делом насељено Србима (према попису из 2002. године), а у последња три пописа, примећен је пад у броју становника.
|  |

| Демографија | Демографија | Демографија |
| Година      | Становника  | Становника  |
| ----------- | ----------- | ----------- |
| 1948.       | 484         |             |
| 1953.       | 449         |             |
| 1961.       | 415         |             |
| 1971.       | 368         |             |
| 1981.       | 351         |             |
| 1991.       | 314         | 314         |
| 2002.       | 256         | 256         |
| 2011.       | 223         |             |

| Етнички састав према попису из 2002.‍ | Етнички састав према попису из 2002.‍ | Етнички састав према попису из 2002.‍ | Етнички састав према попису из 2002.‍ | Етнички састав према попису из 2002.‍ |
| ------------------------------------ | ------------------------------------ | ------------------------------------ | ------------------------------------ | ------------------------------------ |
|                                      |                                      |                                      |                                      |                                      |
| Срби                                 | Срби                                 |                                      | 254                                  | 99,21%                               |
| непознато                            | непознато                            |                                      | 2                                    | 0,78%                                |

| Година пописа     | 1948. | 1953. | 1961. | 1971. | 1981. | 1991. | 2002. |
| ----------------- | ----- | ----- | ----- | ----- | ----- | ----- | ----- |
| Број домаћинстава | 92    | 95    | 94    | 90    | 87    | 80    | 76    |

| Број чланова      | 1  | 2  | 3  | 4 | 5  | 6  | 7 | 8 | 9 | 10 и више | Просек |
| ----------------- | -- | -- | -- | - | -- | -- | - | - | - | --------- | ------ |
| Број домаћинстава | 18 | 15 | 11 | 6 | 11 | 10 | 4 | 1 | 0 | 0         | 3,37   |

| Пол    | Укупно | Неожењен/Неудата | Ожењен/Удата | Удовац/Удовица | Разведен/Разведена | Непознато |
| ------ | ------ | ---------------- | ------------ | -------------- | ------------------ | --------- |
| Мушки  | 111    | 25               | 73           | 8              | 4                  | 1         |
| Женски | 112    | 12               | 70           | 26             | 3                  | 1         |
| УКУПНО | 223    | 37               | 143          | 34             | 7                  | 2         |

| Пол    | Укупно                    | Пољопривреда, лов и шумарство | Рибарство                            | Вађење руде и камена | Прерађивачка индустрија       |
| ------ | ------------------------- | ----------------------------- | ------------------------------------ | -------------------- | ----------------------------- |
| Мушки  | 62                        | 23                            | 0                                    | 0                    | 18                            |
| Женски | 65                        | 46                            | 0                                    | 0                    | 13                            |
| УКУПНО | 127                       | 69                            | 0                                    | 0                    | 31                            |
| Пол    | Производња и снабдевање   | Грађевинарство                | Трговина                             | Хотели и ресторани   | Саобраћај, складиштење и везе |
| Мушки  | 0                         | 2                             | 4                                    | 1                    | 12                            |
| Женски | 0                         | 0                             | 5                                    | 0                    | 0                             |
| УКУПНО | 0                         | 2                             | 9                                    | 1                    | 12                            |
| Пол    | Финансијско посредовање   | Некретнине                    | Државна управа и одбрана             | Образовање           | Здравствени и социјални рад   |
| Мушки  | 0                         | 0                             | 1                                    | 0                    | 0                             |
| Женски | 0                         | 0                             | 0                                    | 1                    | 0                             |
| УКУПНО | 0                         | 0                             | 1                                    | 1                    | 0                             |
| Пол    | Остале услужне активности | Приватна домаћинства          | Екстериторијалне организације и тела | Непознато            | Непознато                     |
| Мушки  | 0                         | 0                             | 0                                    | 1                    | 1                             |
| Женски | 0                         | 0                             | 0                                    | 0                    | 0                             |
| УКУПНО | 0                         | 0                             | 0                                    | 1                    | 1                             |